# Linea Sotetsu Izumino
La linea Sotetsu Izumino (相模鉄道いずみ野線?, Sagami Tetsudō Izumino-sen) gestita dalle Ferrovie Sagami (chiamate anche Sōtetsu) è una ferrovia a scartamento ridotto che collega le stazioni di Futamatagawa a Yokohama e di e di Shōnandai a Fujisawa, nella prefettura di Kanagawa in Giappone. Quasi tutti i treni continuano fino alla stazione di Yokohama via la linea Sagami principale.

## Storia
La prima sezione della ferrovia aprì fra Futamatagawa e Izumino l'8 aprile 1976, e la stazione di Izumi-chūō fu inaugurata il 4 aprile 1990. L'estensione finale fino a Shōnandai fu inaugurata il 10 marzo 1999.

## Servizi e stazioni

### Tipologie di servizi
Oltre ai treni locali sono disponibili anche i treni rapidi che proseguono sulla linea principale, ma fermano comunque in tutte le stazioni della linea.
- Locale (普通?, futsū) ("L")
- Rapido (規則?, kaisoku) ("R") (prosecuzione sulla linea Sagami principale)

### Stazioni
| Stazione          | Giapponese | Distanza | Distanza        | Distanza    | Fermate       | Collegamenti                               | Posizione | Posizione |
| Stazione          | Giapponese | interst. | da Futamatagawa | da Yokohama | Rapido (快速) | Collegamenti                               | Quartiere | Città     |
| ----------------- | ---------- | -------- | --------------- | ----------- | ------------- | ------------------------------------------ | --------- | --------- |
| Futamatagawa      | 二俣川     | -        | 0.0             | 10.5        | X             | Linea Sagami principale (servizio diretto) | Asahi-ku  | Yokohama  |
| Minami-Makigahara | 南万騎が原 | 1.6      | 1.6             | 12.1        | X             |                                            | Asahi-ku  | Yokohama  |
| Ryokuentoshi      | 緑園都市   | 1.5      | 3.1             | 13.6        | X             |                                            | Izumi-ku  | Yokohama  |
| Yayoidai          | 弥生台     | 1.8      | 4.9             | 15.4        | X             |                                            | Izumi-ku  | Yokohama  |
| Izumino           | いずみ野   | 1.2      | 6.0             | 16.5        | X             |                                            | Izumi-ku  | Yokohama  |
| Izumi-chūō        | いずみ中央 | 2.2      | 8.2             | 18.7        | X             |                                            | Izumi-ku  | Yokohama  |
| Yumegaoka         | ゆめが丘   | 1.1      | 9.3             | 19.8        | X             |                                            | Izumi-ku  | Yokohama  |
| Shōnandai         | 湘南台     | 2.0      | 11.3            | 21.8        | X             | Linea Odakyū Enoshima Linea blu            |           | Fujisawa  |